# Supercopa Uruguaya 2019
La Supercopa Uruguaya 2019 fue la segunda edición de este torneo. Se jugó a partido único entre el Campeón Uruguayo y el campeón del Torneo Intermedio 2018. Tuvo la particularidad de ser un partido clásico por segunda edición consecutiva. Nacional se consagró campeón al vencer a Peñarol 4:3 en la tanda de penales, luego de haber empatado 1:1 en los 120 minutos.

## Sistema de disputa
Se jugó una final a partido único, con alargue de 30 minutos y definición por penales, en caso de persistir la igualdad.

## Equipos participantes
Se disputó entre los equipos vencedores del Campeonato Uruguayo de Primera División 2018 y el Torneo Intermedio 2018.
| Peñarol                              | Nacional                           |
| Campeón del Campeonato Uruguayo 2018 | Campeón del Torneo Intermedio 2018 |
| ------------------------------------ | ---------------------------------- |

## Partido
| Supercopa Uruguaya 2019; 3 de febrero de 2019, 20:15 | Peñarol                                                                       | 1:1 (1:1, 0:1) (t. s.)(3:4 p.) | Nacional                                              | Estadio Centenario, Montevideo |                          |
|                                                      | C. Rodríguez 62'                                                              |                                | 36' Angeleri                                          | Árbitro(s): Andrés Cunha       | Árbitro(s): Andrés Cunha |
|                                                      |                                                                               | Tiros desde el punto penal     |                                                       |                                |                          |
|                                                      | C. Rodríguez · Viatri · G. Rodríguez · Canobbio · G. Fernández · L. Hernández |                                | Bergessio · Carballo · Viña · Arzura · Conde · Zunino |                                |                          |

### Ficha del partido
| 12         | POR        | Kevin Dawson        |      |
| 27         | DEF        | Lucas Hernández     |      |
| 3          | DEF        | Enzo Martínez       |      |
| 2          | DEF        | Fabricio Formiliano |      |
| 20         | DEF        | Giovanni González   |      |
| 19         | MED        | Agustín Canobbio    |      |
| 23         | MED        | Walter Gargano      | 113' |
| 14         | MED        | Guzmán Pereira      | 94'' |
| 11         | MED        | Fabián Estoyanoff   | 57'  |
| 7          | MED        | Cristian Rodríguez  |      |
| 26         | DEL        | Gabriel Fernández   |      |
| Entrenador | Entrenador | Diego López         |      |

| 1          | POR        | Esteban Conde             |     |
| 3          | DEF        | Álvaro Pereira            |     |
| 17         | DEF        | Matías Viña               |     |
| 2          | DEF        | Marcos Angeleri           |     |
| 4          | DEF        | Guillermo Cotugno         |     |
| 13         | DEF        | Matías Zunino             |     |
| 11         | MED        | Gonzalo Castro            | 70' |
| 15         | MED        | Joaquín Arzura            |     |
| 20         | MED        | Felipe Carballo           |     |
| 23         | MED        | Santiago Rodríguez Molina |     |
| 18         | DEL        | Sebastián Fernández       | 90' |
| Entrenador | Entrenador | Eduardo Domínguez         |     |

|  | DEL | Lucas Viatri     | 94'  |
|  | DEL | Gastón Rodríguez | 57'  |
|  | MED | Marcel Novick    | 113' |

|  | DEL | Kevin Ramírez     | 70' · 74' |
|  | DEL | Gonzalo Bergessio | 74'       |
|  | MED | Gabriel Neves     | 90'       |

| 62' | DEL | Cristian Rodríguez | 1-1 |

| 36' | DEF | Marcos Angeleri | 0-1 |

| 41' | DEF | Enzo Martínez      |  |
| 70' | DEL | Gastón Rodríguez   |  |
| 90' | MED | Cristian Rodríguez |  |

| 49' | DEF | Guillermo Cotugno |  |
| 52' | MED | Gonzalo Castro    |  |
| 64' | MED | Felipe Carballo   |  |
| 70' | POR | Esteban Conde     |  |
| 75' | DEF | Álvaro Pereira    |  |

|  |  |  |  |

| 88'  | DEF | Santiago Rodríguez |  |
| 120' | DEF | Álvaro Pereira     |  |

| \| Cristian Rodríguez \| Acierto de penal \| 1:0 \| \| \| \| \| \| 1:0 \| Fallo de penal (desvío) \| Gonzalo Bergessio \| \| Lucas Viatri \| Acierto de penal \| 2:0 \| \| \| \| \| \| 2:1 \| Acierto de penal \| Felipe Carballo \| \| Gastón Rodríguez \| Fallo de penal (atajado) \| 2:1 \| \| \| \| \| \| 2:2 \| Acierto de penal \| Matías Viña \| \| Agustín Canobbio \| Acierto de penal \| 3:2 \| \| \| \| \| \| 3:3 \| Acierto de penal \| Joaquín Arzura \| \| Gabriel Fernández \| Fallo de penal (atajado) \| 3:3 \| \| \| \| \| \| 3:3 \| Fallo de penal (desvío) \| Esteban Conde \| \| Lucas Hernández \| Fallo de penal (desvío) \| 3:3 \| \| \| \| \| \| 3:4 \| Acierto de penal \| Matías Zunino \| |                          |     |                         |                   |
| Árbitro | Andrés Cunha             |     |                         |                   |
| Árbitros asistentes | Gabriel Popovits         |     |                         |                   |
| Árbitros asistentes | Javier Castro            |     |                         |                   |
| Cuarto árbitro | Federico Modernell       |     |                         |                   |
| Cristian Rodríguez | Acierto de penal         | 1:0 |                         |                   |
| |                          | 1:0 | Fallo de penal (desvío) | Gonzalo Bergessio |
| Lucas Viatri | Acierto de penal         | 2:0 |                         |                   |
| |                          | 2:1 | Acierto de penal        | Felipe Carballo   |
| Gastón Rodríguez | Fallo de penal (atajado) | 2:1 |                         |                   |
| |                          | 2:2 | Acierto de penal        | Matías Viña       |
| Agustín Canobbio | Acierto de penal         | 3:2 |                         |                   |
| |                          | 3:3 | Acierto de penal        | Joaquín Arzura    |
| Gabriel Fernández | Fallo de penal (atajado) | 3:3 |                         |                   |
| |                          | 3:3 | Fallo de penal (desvío) | Esteban Conde     |
| Lucas Hernández | Fallo de penal (desvío)  | 3:3 |                         |                   |
| |                          | 3:4 | Acierto de penal        | Matías Zunino     |

| Cristian Rodríguez | Acierto de penal         | 1:0 |                         |                   |
|                    |                          | 1:0 | Fallo de penal (desvío) | Gonzalo Bergessio |
| Lucas Viatri       | Acierto de penal         | 2:0 |                         |                   |
|                    |                          | 2:1 | Acierto de penal        | Felipe Carballo   |
| Gastón Rodríguez   | Fallo de penal (atajado) | 2:1 |                         |                   |
|                    |                          | 2:2 | Acierto de penal        | Matías Viña       |
| Agustín Canobbio   | Acierto de penal         | 3:2 |                         |                   |
|                    |                          | 3:3 | Acierto de penal        | Joaquín Arzura    |
| Gabriel Fernández  | Fallo de penal (atajado) | 3:3 |                         |                   |
|                    |                          | 3:3 | Fallo de penal (desvío) | Esteban Conde     |
| Lucas Hernández    | Fallo de penal (desvío)  | 3:3 |                         |                   |
|                    |                          | 3:4 | Acierto de penal        | Matías Zunino     |

| 12         | POR        | Kevin Dawson        |      |
| 27         | DEF        | Lucas Hernández     |      |
| 3          | DEF        | Enzo Martínez       |      |
| 2          | DEF        | Fabricio Formiliano |      |
| 20         | DEF        | Giovanni González   |      |
| 19         | MED        | Agustín Canobbio    |      |
| 23         | MED        | Walter Gargano      | 113' |
| 14         | MED        | Guzmán Pereira      | 94'' |
| 11         | MED        | Fabián Estoyanoff   | 57'  |
| 7          | MED        | Cristian Rodríguez  |      |
| 26         | DEL        | Gabriel Fernández   |      |
| Entrenador | Entrenador | Diego López         |      |

| 1          | POR        | Esteban Conde             |     |
| 3          | DEF        | Álvaro Pereira            |     |
| 17         | DEF        | Matías Viña               |     |
| 2          | DEF        | Marcos Angeleri           |     |
| 4          | DEF        | Guillermo Cotugno         |     |
| 13         | DEF        | Matías Zunino             |     |
| 11         | MED        | Gonzalo Castro            | 70' |
| 15         | MED        | Joaquín Arzura            |     |
| 20         | MED        | Felipe Carballo           |     |
| 23         | MED        | Santiago Rodríguez Molina |     |
| 18         | DEL        | Sebastián Fernández       | 90' |
| Entrenador | Entrenador | Eduardo Domínguez         |     |

|  | DEL | Lucas Viatri     | 94'  |
|  | DEL | Gastón Rodríguez | 57'  |
|  | MED | Marcel Novick    | 113' |

|  | DEL | Kevin Ramírez     | 70' · 74' |
|  | DEL | Gonzalo Bergessio | 74'       |
|  | MED | Gabriel Neves     | 90'       |

| 62' | DEL | Cristian Rodríguez | 1-1 |

| 36' | DEF | Marcos Angeleri | 0-1 |

| 41' | DEF | Enzo Martínez      |  |
| 70' | DEL | Gastón Rodríguez   |  |
| 90' | MED | Cristian Rodríguez |  |

| 49' | DEF | Guillermo Cotugno |  |
| 52' | MED | Gonzalo Castro    |  |
| 64' | MED | Felipe Carballo   |  |
| 70' | POR | Esteban Conde     |  |
| 75' | DEF | Álvaro Pereira    |  |

|  |  |  |  |

| 88'  | DEF | Santiago Rodríguez |  |
| 120' | DEF | Álvaro Pereira     |  |

| \| Cristian Rodríguez \| Acierto de penal \| 1:0 \| \| \| \| \| \| 1:0 \| Fallo de penal (desvío) \| Gonzalo Bergessio \| \| Lucas Viatri \| Acierto de penal \| 2:0 \| \| \| \| \| \| 2:1 \| Acierto de penal \| Felipe Carballo \| \| Gastón Rodríguez \| Fallo de penal (atajado) \| 2:1 \| \| \| \| \| \| 2:2 \| Acierto de penal \| Matías Viña \| \| Agustín Canobbio \| Acierto de penal \| 3:2 \| \| \| \| \| \| 3:3 \| Acierto de penal \| Joaquín Arzura \| \| Gabriel Fernández \| Fallo de penal (atajado) \| 3:3 \| \| \| \| \| \| 3:3 \| Fallo de penal (desvío) \| Esteban Conde \| \| Lucas Hernández \| Fallo de penal (desvío) \| 3:3 \| \| \| \| \| \| 3:4 \| Acierto de penal \| Matías Zunino \| |                          |     |                         |                   |
| Árbitro | Andrés Cunha             |     |                         |                   |
| Árbitros asistentes | Gabriel Popovits         |     |                         |                   |
| Árbitros asistentes | Javier Castro            |     |                         |                   |
| Cuarto árbitro | Federico Modernell       |     |                         |                   |
| Cristian Rodríguez | Acierto de penal         | 1:0 |                         |                   |
| |                          | 1:0 | Fallo de penal (desvío) | Gonzalo Bergessio |
| Lucas Viatri | Acierto de penal         | 2:0 |                         |                   |
| |                          | 2:1 | Acierto de penal        | Felipe Carballo   |
| Gastón Rodríguez | Fallo de penal (atajado) | 2:1 |                         |                   |
| |                          | 2:2 | Acierto de penal        | Matías Viña       |
| Agustín Canobbio | Acierto de penal         | 3:2 |                         |                   |
| |                          | 3:3 | Acierto de penal        | Joaquín Arzura    |
| Gabriel Fernández | Fallo de penal (atajado) | 3:3 |                         |                   |
| |                          | 3:3 | Fallo de penal (desvío) | Esteban Conde     |
| Lucas Hernández | Fallo de penal (desvío)  | 3:3 |                         |                   |
| |                          | 3:4 | Acierto de penal        | Matías Zunino     |

| Cristian Rodríguez | Acierto de penal         | 1:0 |                         |                   |
|                    |                          | 1:0 | Fallo de penal (desvío) | Gonzalo Bergessio |
| Lucas Viatri       | Acierto de penal         | 2:0 |                         |                   |
|                    |                          | 2:1 | Acierto de penal        | Felipe Carballo   |
| Gastón Rodríguez   | Fallo de penal (atajado) | 2:1 |                         |                   |
|                    |                          | 2:2 | Acierto de penal        | Matías Viña       |
| Agustín Canobbio   | Acierto de penal         | 3:2 |                         |                   |
|                    |                          | 3:3 | Acierto de penal        | Joaquín Arzura    |
| Gabriel Fernández  | Fallo de penal (atajado) | 3:3 |                         |                   |
|                    |                          | 3:3 | Fallo de penal (desvío) | Esteban Conde     |
| Lucas Hernández    | Fallo de penal (desvío)  | 3:3 |                         |                   |
|                    |                          | 3:4 | Acierto de penal        | Matías Zunino     |

Campeón

Nacional
1° título